# Economia da Bolívia
Bolívia é um dos países mais pobres da América do Sul, com uma economia baseada na agricultura e exploração de gás natural. Após uma desastrosa crise econômica no início da década de 1980, algumas reformas atraíram o investimento privado, estimularam o crescimento econômico e diminuíram os índices de pobreza na década seguinte. O período entre 2003 e 2005 idade política, tensões étnicas e violentos protestos contra planos - posteriormente abandonados - de exportar o gás natural produzido no país para grandes mercados do Hemisfério Norte.
Em 1° de maio de 2006, o governo do presidente boliviano Evo Morales (eleito em dezembro de 2005) promulgou um decreto de nacionalização dos hidrocarbonetos que, em nove artigos, abriu um novo ciclo de participação do Estado boliviano na economia do país. O decreto impôs um significativo aumento dos royalties sobre a produção e determinou que as empresas estrangeiras que operavam sob o regime de contratos de risco entregassem toda sua produção à empresa estatal, em troca de uma tarifa fixa pelos serviços prestados. O decreto gerou reações favoráveis, por um lado, mas também temor acerca dos riscos do ato nacionalizador, a curto prazo.
O maior peso da chamada "economia do gás" teve importante efeito multiplicador sobre outros setores, estimulando as exportações de produtos tradicionais (jóias, têxteis, couros, madeira e produtos da agricultura orgânica) e encorajando a atividades de pequenos produtores urbanos e rurais, com alto potencial de geração de emprego, redistribuição de renda e de construção de uma nova base produtiva para as classes médias urbanas emergentes. A questão central parece ser justamente construir a ponte entre a economia do gás e as atividades tradicionais.
Hoje a Bolívia é uma das economias que mais cresceram na América do Sul, desde o início das reformas do presidente Evo Morales do partido Movimiento au socialismo. Contudo o país continua com graves problemas sociais e econômicos.
A pobreza extrema na Bolívia foi reduzida de 36,7% a 16,8% entre 2005 e 2015. O Coeficiente de Gini (utilizado para medir a desigualdade de renda) desceu de 0,60 a 0,47.

## História

### Ciclo da borracha
Durante o apogeu do extrativismo da borracha, a Bolívia, por ser um país sem fronteira marítima, precisava encontrar uma alternativa para escoar a produção para os centros industriais da Europa e da América do Norte. Em 1846 a Bolívia propôs a construção de uma ferrovia, margeando os rios Mamoré e Madeira, através da qual seria possível escoar a produção através do porto de Belém do Pará, no Oceano Atlântico.
A construção da ferrovia só foi de fato efetivada depois da assinatura do Tratado de Petrópolis, que cedia o território do Acre para o Brasil, que, por sua vez, assumia o compromisso de construir a ferrovia Madeira-Mamoré. As obras foram iniciadas em 1907 e terminadas em 1912, já no final do ciclo da extração da borracha.

## Comércio exterior
Em 2020, o país foi o 92º maior exportador do mundo (US $ 7,6 milhões em mercadorias, menos de 0,1% do total mundial). Na soma de bens e serviços exportados, chega a US $ 10,2 bilhões e fica em 95º lugar mundial. Já nas importações, em 2020, foi o 107º maior importador do mundo: US $ 7,0 bilhões.

## Setor Primário

### Agricultura

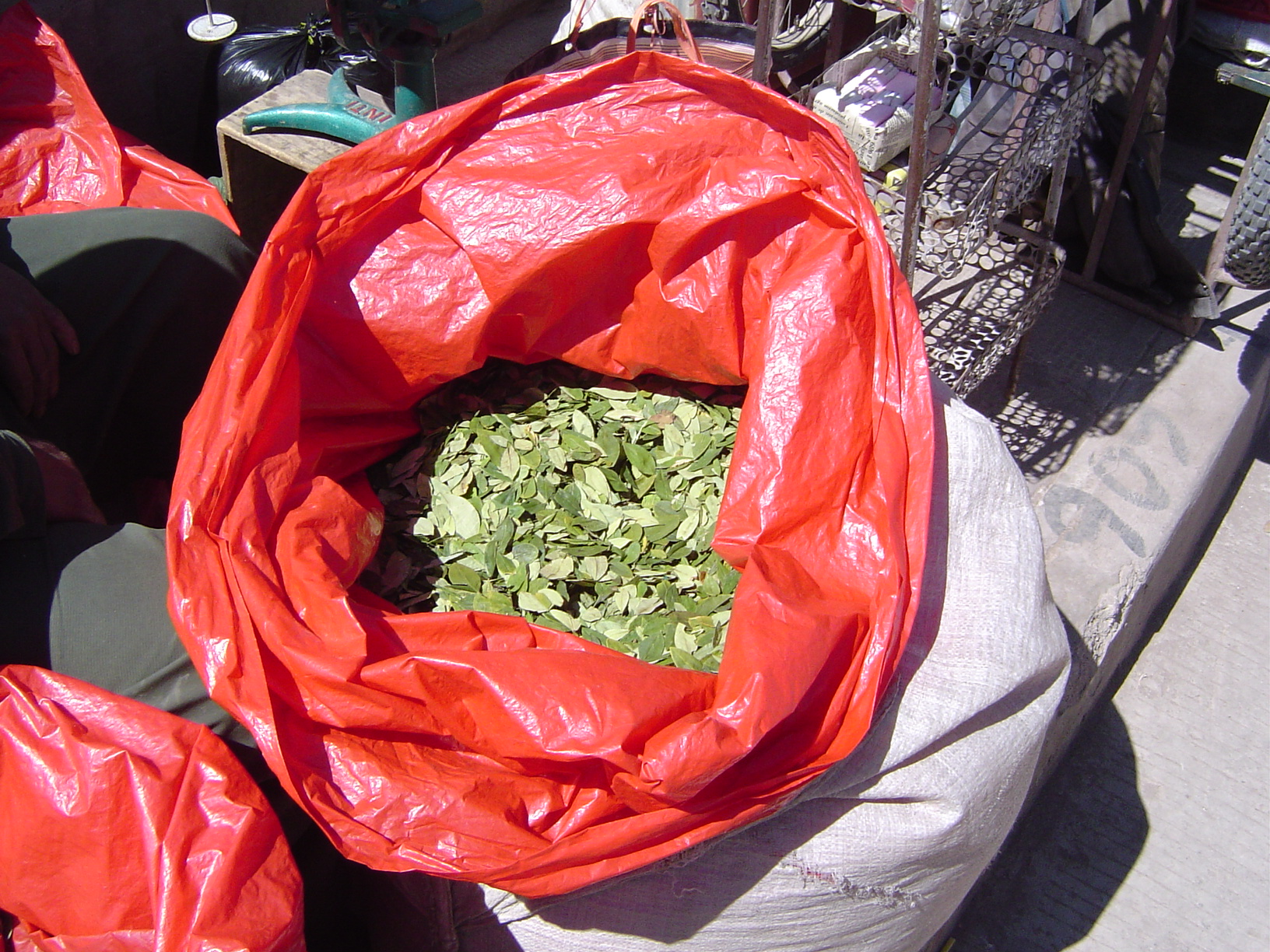
Folha de coca na Bolívia.

A agricultura tem uma grande importância na economia boliviana, já que emprega 5% da força laboral do país e representa 14,6% do produto interior bruto anual, a maioria dos bolivianos utiliza métodos de cultivo tradicionais.
Existe uma distribuição desigual da população e um sistema de transporte muito precário.Na atualidade Bolívia é auto-suficiente na produção de açúcar, arroz, soja e carne, mas ainda importa alguns alimentos. Os principais cultivos são de batata, cana de açúcar, algodão, café, milho, arroz, cereal e folhas de coca,que originam a cocaína,e, a partir daí informalmente há um grande aporte de capital, pois o tráfico internacional de cocaína representa um grande ingresso de recursos para alguns setores do país.
A Bolívia produziu, em 2018, 9,6 milhões de toneladas de cana-de-açúcar, 2,9 milhão de toneladas de soja (10º maior produtor do mundo), 1,2 milhão de toneladas de milho, 1,1 milhão de toneladas de batata, 1 milhão de toneladas de sorgo, 700 mil toneladas de banana, 541 mil toneladas de arroz, 301 mil toneladas de trigo, além de produções menores de outros produtos agrícolas, como tangerina, mandioca, laranja, feijão, girassol, algodão etc.

### Pecuária
Na pecuária, a Bolívia produziu, em 2019, 491 mil toneladas de carne de frango, 266 mil toneladas de carne bovina, 111 mil toneladas de carne suína, 537 mlhões de litros de leite de vaca,  entre outros.

### Silvicultura e Pescaria
A indústria da pesca não é destacada já que, como falamos anteriormente, o país não tem saída para o mar. Utiliza o porto Chileno de Arica como centro de transporte e armazenamento de mercadorias. A falta de transporte adequado impede a exploração em grande escala dos ricos bosques bolivianos, que cobrem 48,9% do país, principalmente a região da planície.

## Setor Secundário

### Indústria
O Banco Mundial lista os principais países produtores a cada ano, com base no valor total da produção. Pela lista de 2019, a Bolívia tinha a 90ª indústria mais valiosa do mundo (US $ 4,2 bilhões).
As empresas manufatureiras operam em pequena escala: a indústria representa 33% do produto interior bruto (PIB). As principais indústrias do país são de refinado de açúcar, de artigos de pele, fábricas de cigarro e de cimento, produtos químicos, papel, mobiliário, vidro, explosivos e fósforos. Mais de 2/3 das fábricas estão na cidade de La Paz, que também é o principal centro de comércio a nível nacional.

### Recursos naturais

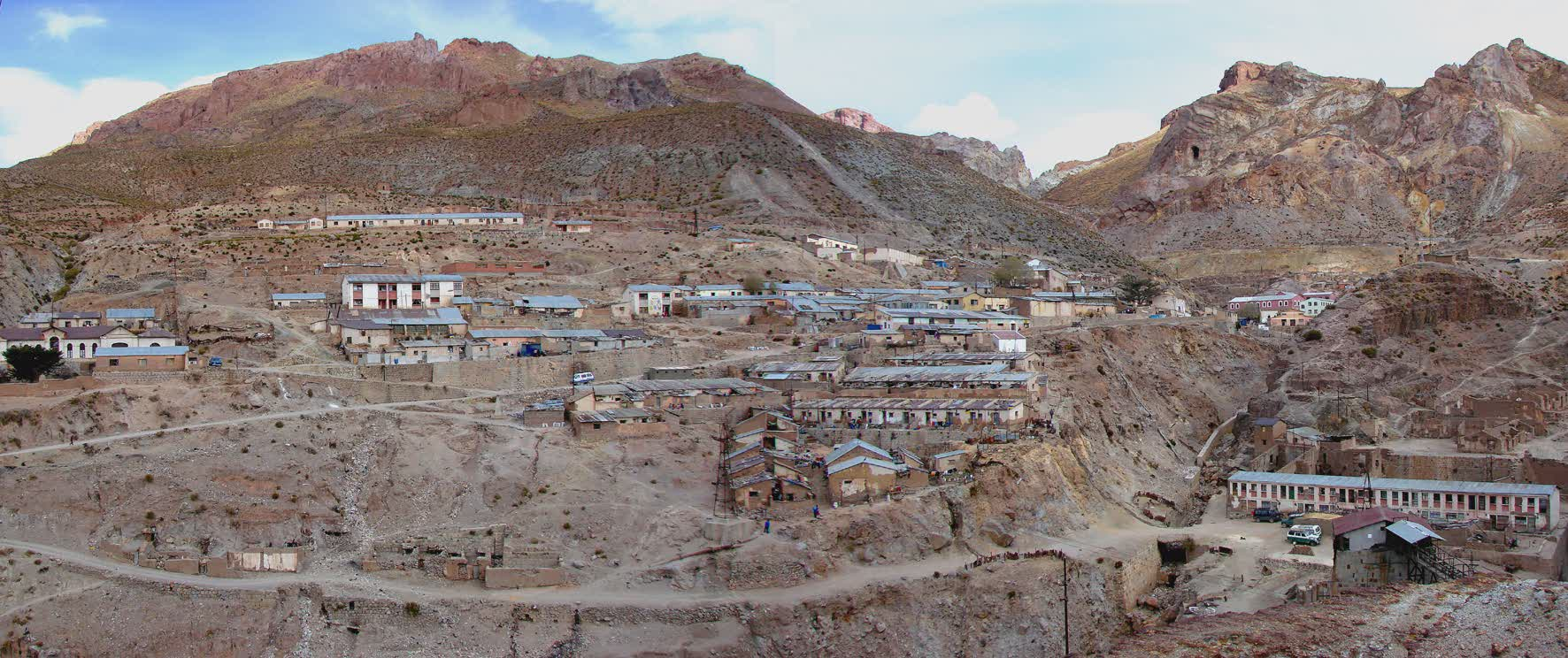
Minas na Bolívia.

São importantes e variados os depósitos de minerais metálicos, como o estanho, prata, cobre, antimônio, zinco, ouro e enxofre. Também foram encontrados sal, petróleo e gás natural. O terreno de cultivo de algumas regiões, especialmente nos Yungas, é extraordinariamente fértil, destacando a produção de arroz, folha de coca, banana, café, cereais, cebola, cítricos e cacau.
Em 2019, o país era o 8º maior produtor mundial de prata; 4º maior produtor mundial de boro; 5º maior produtor mundial de antimônio; 5º maior produtor mundial de estanho; 6º maior produtor mundial de tungstênio; 7º maior produtor mundial de zinco, e o 8º maior produtor mundial de chumbo. Além disso, possui extração de ametista.
Na produção de ouro, até 2012 o país produzia uma média anual entre 7 a 10 toneladas por ano. Após isto, a mineração aumentou, atingindo um ápice de produção em 2014 de 25 toneladas. Em 2017 o país produziu 24,8 toneladas.
Nas energias não-renováveis, em 2020, o país era o 50º maior produtor de petróleo do mundo, extraindo 60 mil barris/dia. Em 2013, o país consumia 55 mil barris/dia (95º maior consumidor do mundo). Em 2015, a Bolívia era o 31º maior produtor mundial de gás natural, com uma produção de 20,5 bilhões de m³ ao ano. Em 2007 o país era o 75º maior consumidor de gás (3 bilhões de m³ ao ano) e era o 15º maior exportador de gás do mundo em 2017: 15,1 bilhões de m³ ao ano. O país não produz carvão.
Nas energias renováveis, em 2020, a Bolívia não produzia energia eólica do mundo, e era o 74º maior produtor de energia solar do mundo, com 0,1 GW de potência instalada.

## Transportes
A Bolívia conta com 3.163 km de ferrovias. O trem é o meio de transporte que serve para comunicar o país com os portos dos oceanos Atlântico e Pacífico. A principal linha é a que une La Paz com o porto livre de Antofagasta, no Chile. Mais de 53.790 km de estradas percorrem o país, das quais apenas 7% estão pavimentadas e em muitas zonas só podem ser transitadas na época da seca.
A companhia de aviação Aerosur oferece voos para as principais cidades do país e a companhia Lloyd Aéreo Boliviano dispõe de voos a outros países latino-americanos e para Estados Unidos. A extensão de rios que permitem a navegação de pequenos barcos totaliza uns 14.000 km.

## Desempenho recente da economia
| Exportações para  | Exportações para | Importações       | Importações |
| País              | Porcentagem      | País              | Porcentagem |
| ----------------- | ---------------- | ----------------- | ----------- |
| Mercosul          | 23,3%            | Mercosul          | 32,3%       |
| Índia             | 16,6%            | China             | 20,6%       |
| Comunidade Andina | 15,1%            | Comunidade Andina | 10,7%       |
| União Europeia    | 9,0%             | União Europeia    | 7,9%        |
| Japão             | 8,3%             | Chile             | 6.6%        |
| Outros            | 27,7%            | Outros            | 21,9%       |

Durante a presidência do presidente Sánchez de Lozada (1993-97) a Bolívia assinou um tratado de comércio livre com o México, tornou-se membro associado do Mercado Comum do Cone Sul (Mercosul) e procedeu à privatização da linha aérea estatal, da companhia de telefones, dos caminhos de ferro, da companhia eléctrica e da companhia petrolífera.
Em 1999, o crescimento do PIB foi próximo de zero, em parte devido a políticas orçamentárias restritivas, que limitaram os fundos necessários para programas de luta contra a pobreza, e às consequências da crise financeira asiática.
Em 2000, sérios distúrbios civis, entre janeiro e abril (com a chamada Guerra da água em Cochabamba, contra a privatização do sistema de abastecimento de água) e entre setembro e outubro, quando o país viveu uma grave crise social, protagonizada por indígenas e sindicatos defensores do direito dos camponeses de cultivar a coca e contra a decisão governamental de erradicar as plantações. Houve greves, bloqueio de estradas e enfrentamentos entre a população e as forças militares, sobretudo nos departamentos de La Paz, Cochabamba e Santa Cruz. Apesar disso a economia boliviana  cresceu 2,5% em 2000. No ano seguinte, porém, o PIB  cresceu apenas 1,7%. Esse resultado pode ser creditado, em grande parte, às condições adversas da economia global. O deficit fiscal e o peso da dívida externa permaneceram elevados.
A partir de 2002, as taxas de crescimento do PIB aumentaram consideravelmente.
Em 2006, Evo Morales iniciou seu governo como Presidente da República da Bolívia. Em maio daquele ano, as refinarias, distribuidoras e postos de petróleo foram estatizados.
A tabela seguinte mostra a taxa de crescimento real do PIB, segundo informado pelo FMI:
| Ano  | Taxa de Crescimento Real (%) | Referências históricas        |
| ---- | ---------------------------- | ----------------------------- |
| 1980 | 0,61                         |                               |
| 1981 | 0,3                          |                               |
| 1982 | -3,9                         |                               |
| 1983 | -4                           |                               |
| 1984 | -0,2                         |                               |
| 1985 | -1,7                         |                               |
| 1986 | -2,6                         |                               |
| 1987 | 2,5                          |                               |
| 1988 | 2,9                          |                               |
| 1989 | 3,8                          |                               |
| 1990 | 4,6                          |                               |
| 1991 | 5,3                          |                               |
| 1992 | 1,6                          |                               |
| 1993 | 4,3                          |                               |
| 1994 | 4,7                          |                               |
| 1995 | 4,7                          |                               |
| 1996 | 4,4                          |                               |
| 1997 | 5,0                          |                               |
| 1998 | 5,0                          |                               |
| 1999 | 0,4                          |                               |
| 2000 | 2,5                          |                               |
| 2001 | 1.7                          |                               |
| 2002 | 2,5                          |                               |
| 2003 | 2.7                          |                               |
| 2004 | 4.2                          |                               |
| 2005 | 4.4                          |                               |
| 2006 | 4.8                          | Início do Governo Evo Morales |
| 2007 | 4.6                          |                               |
| 2008 | 6,1                          |                               |
| 2009 | 3,3                          |                               |
| 2010 | 4,1                          |                               |
| 2011 | 5,2                          |                               |
| 2012 | 5,1                          |                               |
| 2013 | 6,8                          |                               |
| 2014 | 5,5                          |                               |
| 2015 | 4,9                          |                               |
| 2016 | 4,3                          |                               |
| 2017 | 4,2                          |                               |

## Finanças
- Reservas em ouro e moeda estrangeira: US$ 19,688 milhões (2005)
- Reservas internacionais e outros ativos externos em moedas estrangeiras: US$ 14 bilhões (2017[31])